# Élections législatives de 1997 dans la Creuse
Les élections législatives françaises de 1997 se déroulent les 25 mai et 1er juin 1997. Dans le département de la Creuse, deux députés sont à élire dans le cadre de deux circonscriptions.

## Élus
| Circonscription | Député sortant     | Parti | Parti | Député élu ou réélu | Parti | Parti |
| --------------- | ------------------ | ----- | ----- | ------------------- | ----- | ----- |
| 1re             | Bernard de Froment |       | RPR   | Michel Vergnier     |       | PS    |
| 2e              | Jean Auclair       |       | RPR   | Jean Auclair        |       | RPR   |

## Résultats

### Résultats à l'échelle du département
| Parti          | Parti                            | Premier tour | Premier tour | Second tour | Second tour | Sièges |
| Parti          | Parti                            | Voix         | %            | Voix        | %           | Sièges |
| -------------- | -------------------------------- | ------------ | ------------ | ----------- | ----------- | ------ |
|                | Parti socialiste                 | 20 269       | 29,77        | 39 176      | 52,55       | 1      |
|                | Parti communiste français        | 8 032        | 11,80        |             |             | 0      |
|                | Les Verts                        | 2 366        | 3,47         | 0           |             |        |
|                | Divers gauche                    | 343          | 0,50         | 0           |             |        |
|                | Gauche plurielle                 | 31 010       | 45,54        | 39 176      | 52,55       | 1      |
|                |                                  |              |              |             |             |        |
|                | Rassemblement pour la République | 23 351       | 34,29        | 35 367      | 47,45       | 1      |
|                | Divers droite                    | 4 501        | 6,61         |             |             | 0      |
|                | La Droite indépendante           | 1 751        | 2,57         | 0           |             |        |
|                | Droite parlementaire             | 29 603       | 43,47        | 35 367      | 47,45       | 1      |
|                |                                  |              |              |             |             |        |
|                | Front national                   | 4 471        | 6,57         |             |             | 0      |
|                | Divers                           | 2 046        | 3,00         | 0           |             |        |
|                | Extrême gauche dont LO et SÉGA   | 964          | 1,42         | 0           |             |        |
|                |                                  |              |              |             |             |        |
| Inscrits       | Inscrits                         | 103 463      | 100,00       | 103 450     | 100,00      | 2      |
| Abstentions    | Abstentions                      | 31 101       | 30,06        | 24 675      | 23,85       |        |
| Votants        | Votants                          | 72 362       | 69,94        | 78 775      | 76,15       |        |
| Blancs et nuls | Blancs et nuls                   | 4 268        | 5,9          | 4 232       | 5,37        |        |
| Exprimés       | Exprimés                         | 68 094       | 94,1         | 74 543      | 94,63       |        |

### Résultats par circonscription

#### Première circonscription (Guéret)
| Candidat       | Candidat                   | Parti          | Premier tour | Premier tour | Second tour | Second tour |  |
| Candidat       | Candidat                   | Parti          | Voix         | %            | Voix        | %           |  |
| -------------- | -------------------------- | -------------- | ------------ | ------------ | ----------- | ----------- |  |
|                | Michel Vergnier élu        | PS             | 10 768       | 32,02        | 21 248      | 56,73       |  |
|                | Bernard de Froment sortant | RPR            | 9 446        | 28,09        | 16 208      | 43,27       |  |
|                | Daniel Dexet               | PCF            | 4 575        | 13,61        |             |             |  |
|                | Pierre-Henri Gaudriot      | diss. UDF      | 2 768        | 8,23         |             |             |  |
|                | Jean Lamouche              | FN             | 2 177        | 6,47         |             |             |  |
|                | Georges Chata              | Divers droite  | 1 733        | 5,15         |             |             |  |
|                | Fabienne Delpeut           | Les Verts      | 1 309        | 3,89         |             |             |  |
|                | Denise Perret              | SÉGA           | 450          | 1,34         |             |             |  |
|                | Michel Mercier             | US4J           | 343          | 1,02         |             |             |  |
|                | Dominique Geneston         | IR             | 58           | 0,17         |             |             |  |
|                |                            |                |              |              |             |             |  |
| Inscrits       | Inscrits                   | Inscrits       | 52 084       | 100,00       | 52 075      | 100,00      |  |
| Abstentions    | Abstentions                | Abstentions    | 16 333       | 31,36        | 12 555      | 24,11       |  |
| Votants        | Votants                    | Votants        | 35 751       | 68,64        | 39 520      | 75,89       |  |
| Blancs et nuls | Blancs et nuls             | Blancs et nuls | 2 124        | 5,94         | 2 064       | 5,22        |  |
| Exprimés       | Exprimés                   | Exprimés       | 33 627       | 94,06        | 37 456      | 94,78       |  |

#### Deuxième circonscription (Aubusson)
| Candidat       | Candidat                   | Parti          | Premier tour | Premier tour | Second tour | Second tour |  |
| Candidat       | Candidat                   | Parti          | Voix         | %            | Voix        | %           |  |
| -------------- | -------------------------- | -------------- | ------------ | ------------ | ----------- | ----------- |  |
|                | Jean Auclair sortant réélu | RPR            | 13 905       | 40,34        | 19 159      | 51,66       |  |
|                | Pierre Desrozier           | PS             | 9 501        | 27,57        | 17 928      | 48,34       |  |
|                | Alain Teissèdre            | PCF            | 3 457        | 10,03        |             |             |  |
|                | Max Roux                   | FN             | 2 294        | 6,66         |             |             |  |
|                | Jérémie Gorsse             | Sans étiquette | 1 988        | 5,77         |             |             |  |
|                | Michèle Latour             | LDI (MPF)      | 1 751        | 5,08         |             |             |  |
|                | Jean-Michel Peyraud        | Les Verts      | 1 057        | 3,07         |             |             |  |
|                | Joël Lainé                 | LO             | 514          | 1,49         |             |             |  |
|                |                            |                |              |              |             |             |  |
| Inscrits       | Inscrits                   | Inscrits       | 51 379       | 100,00       | 51 375      | 100,00      |  |
| Abstentions    | Abstentions                | Abstentions    | 14 768       | 28,74        | 12 120      | 23,59       |  |
| Votants        | Votants                    | Votants        | 36 611       | 71,26        | 39 255      | 76,41       |  |
| Blancs et nuls | Blancs et nuls             | Blancs et nuls | 2 144        | 5,86         | 2 168       | 5,52        |  |
| Exprimés       | Exprimés                   | Exprimés       | 34 467       | 94,14        | 37 087      | 94,48       |  |